# Pluna
Pluna (Primeres Línies Uruguaianes de Navegació Aèria) és l'aerolínia nacional de l'Uruguai, amb la base tècnica i l'aeroport principal a Montevideo. Pluna va ser fundada el 20 de novembre de 1936 pels germans Alberto i Jorge Márquez Vaeza.

## Flota actual
- 7 Bombardier CRJ 900ER (CX-CRA, CX-CRB, CX-CRC, CX-CRD, CX-CRE, CX-CRF, CX-CRG)[1]

## Flota històrica
- Boeing 737-200
- Boeing 737-300
- Boeing 757-200
- Boeing 767-300

## Destinacions
- Asunción
- Buenos Aires
- Madrid
- Porto Alegre
- Punta del Este
- Rio de Janeiro
- Santiago de Xile
- São Paulo